# Nycteola gallicana
Nycteola gallicana är en fjärilsart som beskrevs av Aubert 1957. Nycteola gallicana ingår i släktet Nycteola och familjen trågspinnare. Inga underarter finns listade i Catalogue of Life.